# 贾瓦拉穆基
贾瓦拉穆基（Jawalamukhi），是印度喜马偕尔邦Kangra县的一个城镇。总人口4931（2001年）。

## 人口
该地2001年总人口4931人，其中男性2581人，女性2350人；0—6岁人口604人，其中男306人，女298人；识字率77.29%，其中男性为81.13%，女性为73.06%。